# Fort de Brégançon

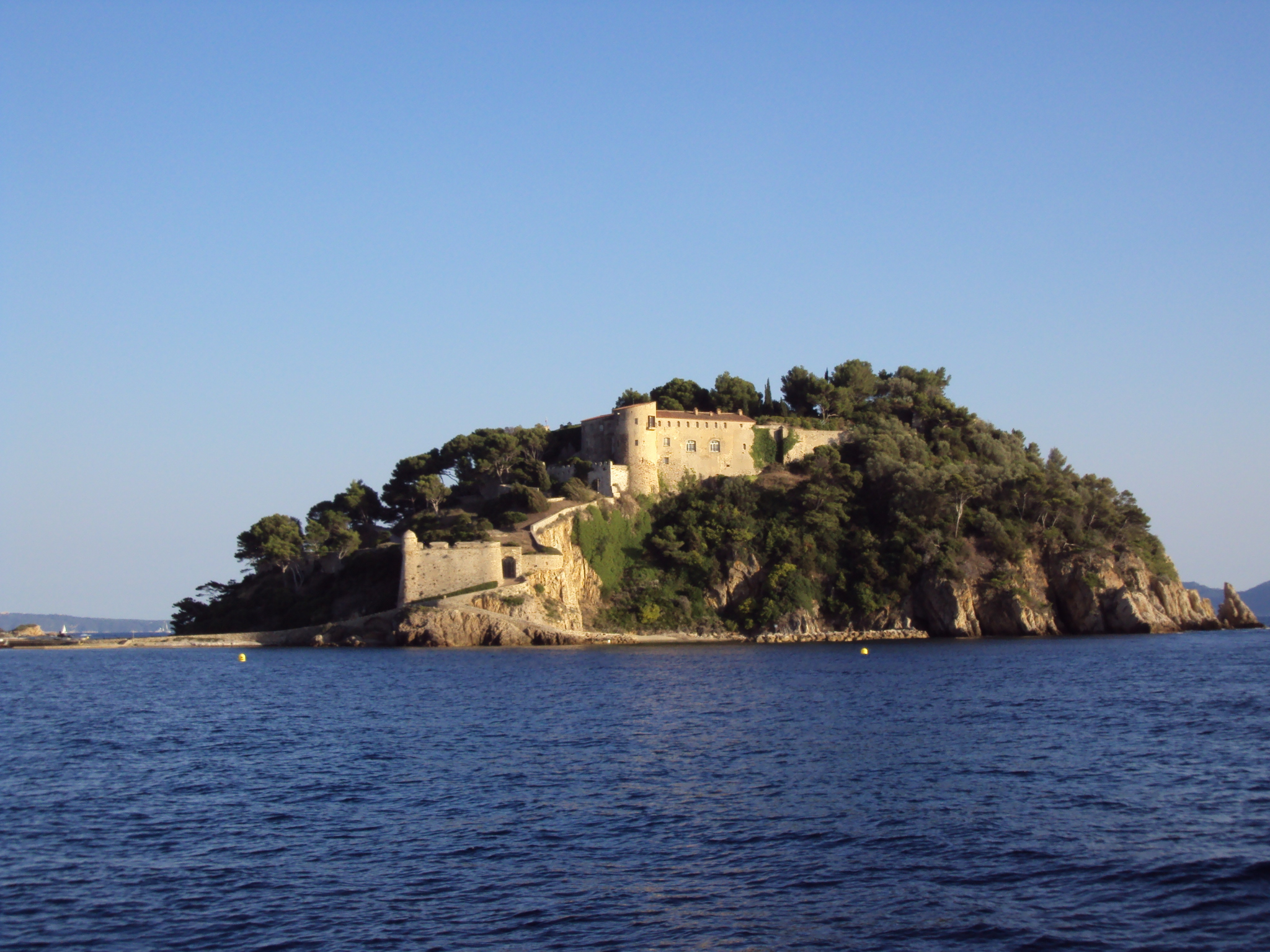
Fort de Brégançon (2012)

Fort de Brégançon ist eine französische Festung aus dem Mittelalter im Gemeindegebiet Bormes-les-Mimosas, die in neuerer Zeit als eine Sommerresidenz der französischen Präsidenten dient.

## Lage
Die Festung liegt auf einer kleinen Mittelmeer-Insel an der französischen Riviera. Ein kurzer Damm verbindet die Insel mit dem unweit gelegenen Festland. Die Insel ist Teil der Gemeinde Bormes-les-Mimosas, welche wiederum zur Provence-Alpes-Côte d’Azur gehört. Die Grundformation der Insel besteht aus einem 35 Meter hohen Felsen, auf dem die namensgebende Festung errichtet wurde.

## Hintergrund
Die Felsenfestung wurde im Mittelalter errichtet. Während des Winters der Belagerung von Toulon (1793/94) hielt sich der junge Napoleon Bonaparte dort auf. Napoleon ließ als Erster Konsul der Französischen Republik im Jahr 1799 die Festung mit 23 Kanonen ausrüsten. Im Jahr 1875, vier Jahre nach dem Deutsch-Französischen Krieg, wurde die Entwaffnung der Festung beschlossen. Während des Ersten Weltkrieges diente die Festung als Kaserne; danach diente sie keinen militärischen Zwecken mehr, blieb aber als eine Sehenswürdigkeit erhalten. Nach dem Zweiten Weltkrieg mietete der Industrielle und ehemalige Politiker Robert Bellanger (1884–1966) die Festung als Sommersitz und sanierte sie. Seit 1968, der Präsidentschaft von Charles de Gaulle, dient Fort de Brégançon als ein offizieller Rückzugsort des Präsidenten der Französischen Republik. Die Anlage wurde dementsprechend in Folge moderner ausgestattet. Beispielsweise wurde ein Hubschrauberlandeplatz eingerichtet. Präsident François Mitterrand lud im August 1985 Bundeskanzler Helmut Kohl in die Festung ein. Während des Treffens kamen sich Kohl und Mitterrand näher. Sie vereinbarten die Einrichtung eines sogenannten roten Telefons zwischen Bonn und Paris, um sich dauerhaft ständig abstimmen zu können.
Emmanuel Macron empfing dort im August 2018 die damalige britische Premierministerin Theresa May, im August 2019 den russischen Staatspräsident Putin und im August 2020 Bundeskanzlerin Angela Merkel.